# Dongshi (Chiayi)
Dongshi (chinesisch 東石鄉, Pinyin Dōngshí Xiāng) ist eine Landgemeinde (鄉,  Xiang) im Landkreis Chiayi der Republik China auf Taiwan.

## Lage
Dongshi liegt im Westen des Landkreises Chiayi an der Küste zur Taiwanstraße und am westlichen  Rand der Jianan-Ebene. Die maximale Nord-Süd-Ausdehnung beträgt ungefähr 12,9 km und die maximale Ost-West-Ausdehnung etwa 10 km. Die Küstenlänge beträgt ungefähr 14 km. Das Terrain ist sehr flach und es gibt drei größere Fließgewässer, die hier in die Taiwanstraße münden – im Norden den Beigangxi (北港溪), der auch die Grenze zum nördlichen Landkreis Yunlin bildet, sowie etwas weiter südlich den Liujiao paishui (六腳排水,  Liù jiǎo páishuǐ), einen Entwässerungskanal, und noch weiter südlich den Puzixi (朴子溪,  Pǔzixī). Die angrenzenden Nachbargemeinden sind Kouhu im Norden und Shuilin im Nordosten (beide im Landkreis Yunlin), sowie Liujiao und Puzi im Osten und Budai im Südosten/Süden.
Die Jahresmitteltemperatur beträgt 22,5 °C, der durchschnittliche jährliche Niederschlag beträgt etwa 1707 Millimeter und die durchschnittliche jährliche Sonnenscheindauer beträgt etwa 2064 Stunden.

## Geschichte
Die ersten Han-chinesischen Einwanderer kamen ab dem Jahr 1661 unter Zheng Chenggong bzw. zur Herrschaftszeit Kangxis in die Gegend von Dongshi. Diese Einwanderer kamen aus dem heutigen Kreis Hui’an in der Provinz Fujian. Während der japanischen Kolonialperiode in Taiwan (1895–1945) erfolgte 1920 eine größere Verwaltungsreform, die das ‚Dorf Dongshi‘ (東石庄,  Dōngshí zhuāng) in der Präfektur Tainan einrichtete. Aus dem Dorf wurde 1945/46, nach Übernahme der Insel Taiwan durch die Republik China die Landgemeinde (鄉,  Xiang) Dongshi im Landkreis Tainan. 1950 wurde der nördliche Teil des Landkreises Tainan abgetrennt und ein Teil davon als eigener Landkreis Chiayi organisiert. Seitdem ist Dongshi eine Gemeinde im Landkreis Chiayi.

## Bevölkerung
Mit etwa 24.000 Einwohnern (2020) gehört Dongshi zu den Gemeinden mittlerer Größe des Landkreises Chiayi. Ende 2018 gehörten 62 Personen (0,3 %) den indigenen Völkern Taiwans an.
| Gliederung von Dongshi |
|                        |

## Verwaltungsgliederung
Dongshi ist in 23 Dörfer (村,  Cūn) untergliedert:
1 Aogu (鰲鼓村)

2 Gangkou (港口村)

3 Xixia (溪下村)

4 Fulai (副瀨村)

5 Longgang (龍港村)

6 Xiayi (下揖村)

7 Dingyi (頂揖村)

8 Xingcuo (型厝村)

9 Wengang (塭港村)

10 Yuanshu (猿樹村)

11 Sanjia (三家村)

12 Haipu (海埔村)

13 Weitan (圍潭村)

14 Niaosong (蔦松村)

15 Dongshi (東石村)

16 Yongtun (永屯村)

17 Zhouzai (洲仔村)

18 Gangqi (港墘村)

19 Wenzai (塭仔村)

20 Wangliao (網寮村)

21 Donglun (東崙村)

22 Zhangtan (掌潭村)

23 Xilun (西崙村)

## Wirtschaft
Die Wirtschaftsstruktur Donghis ist stark von der Landwirtschaft bestimmt. In den Jahrzehnten nach dem Zweiten Weltkrieg wurden vorwiegend Reis und Zuckerrohr kultiviert. Ab den 1950er Jahren kam Gemüsespargel hinzu, und ab den 1980er Jahren verschiedene Hirsearten. In neuerer Zeit diversifizierte sich die Landwirtschaft immer mehr und Nutzpflanzen wie Tomaten, Pilzkulturen (Brauner Kräuter-Seitling), Gurken und an Zierblumen die Prärieglockenblume (Eustoma russellianum) wurden angebaut. Aufgrund der Landflucht und des damit verbundenen Arbeitskräftemangels sowie der teilweise zunehmenden Versalzung der Böden wurden mit der Zeit größere Anteile von landwirtschaftlichen Nutzflächen in Fischteiche für die Aquakultur umgewandelt. Die Fischereiwirtschaft in Dongshi kann unterteilt werden in Binnen-Aquakultur, offshore-Austernzucht und die Küstenfischerei. Die Gesamtfläche der mehr als 5000 Fischteiche beläuft sich auf etwa 2140 ha. Gezüchtet werden vorwiegend Tilapia, Milchfisch, Barschfische, Japanische Venusmuscheln und Garnelen.

## Verkehr
Verkehrsmäßig ist Dongshi gut erschlossen. Hauptverkehrsader ist die Provinzschnellstraße 61, die parallel zur Küste von Norden nach Süden zieht. Im Norden verläuft anfänglich parallel zu dieser die Provinzstraße 17, die später nach Osten abbiegt und etwas weiter im Landesinneren ebenfalls in Nord-Süd-Richtung verläuft. Außerdem gibt es noch einige größere Kreisstraßen, die im Wesentlichen in Ost-West-Richtung verlaufen (Nr. 166, 168, 170).

## Besonderheiten
Der kleine Fischereihafen und der Fischer-Anlegeplatz (漁人碼頭,  yúrén mǎtóu ) im Dorf Dongshi sind ein Ausflugsziel von Touristen. Im Dorf Aogu gibt es ein kleines im Jahr 2009 eingerichtetes Naturschutzgebiet, das Feuchtgebiet Aogu (鰲鼓溼地,  Áogǔ shīdì ). Hier sind vor allem seltene Wasservögel zu beobachten. In Dongshi gibt es außerdem mehrere ältere Tempel, so den daoistischen Xiantian-Tempel (先天宮,  Xiāntiān gōng ) im Dorf Yuanshu, den buddhistischen Fuling-Tempel (福靈宮,  Fúlíng gōng) im Dorf Sanjia, wo Guanyin verehrt wird und den 1879 erbauten Fu’an-Tempel (富安宮,  Fù'ān gōng ), einen Tempel des chinesischen Volksglaubens im Dorf Fulai. In dem Tempel wird auch des japanischen Polizisten Morikawa Seijiro (森川 清治郎) gedacht, der in Dongshi stationiert war und 1902 aus Protest gegen die harte Steuerpolitik der japanischen Verwaltung Selbstmord verübte. Im Tempel wurde er als Yiaigong (義愛公,  Yìài gōng – „Herr der Gerechtigkeit und Milde“) in Form einer kleinen Statue vergöttert. Der Schrein wird in unregelmäßigen Abständen auch von Polizeiangehörigen aus Japan aufgesucht.

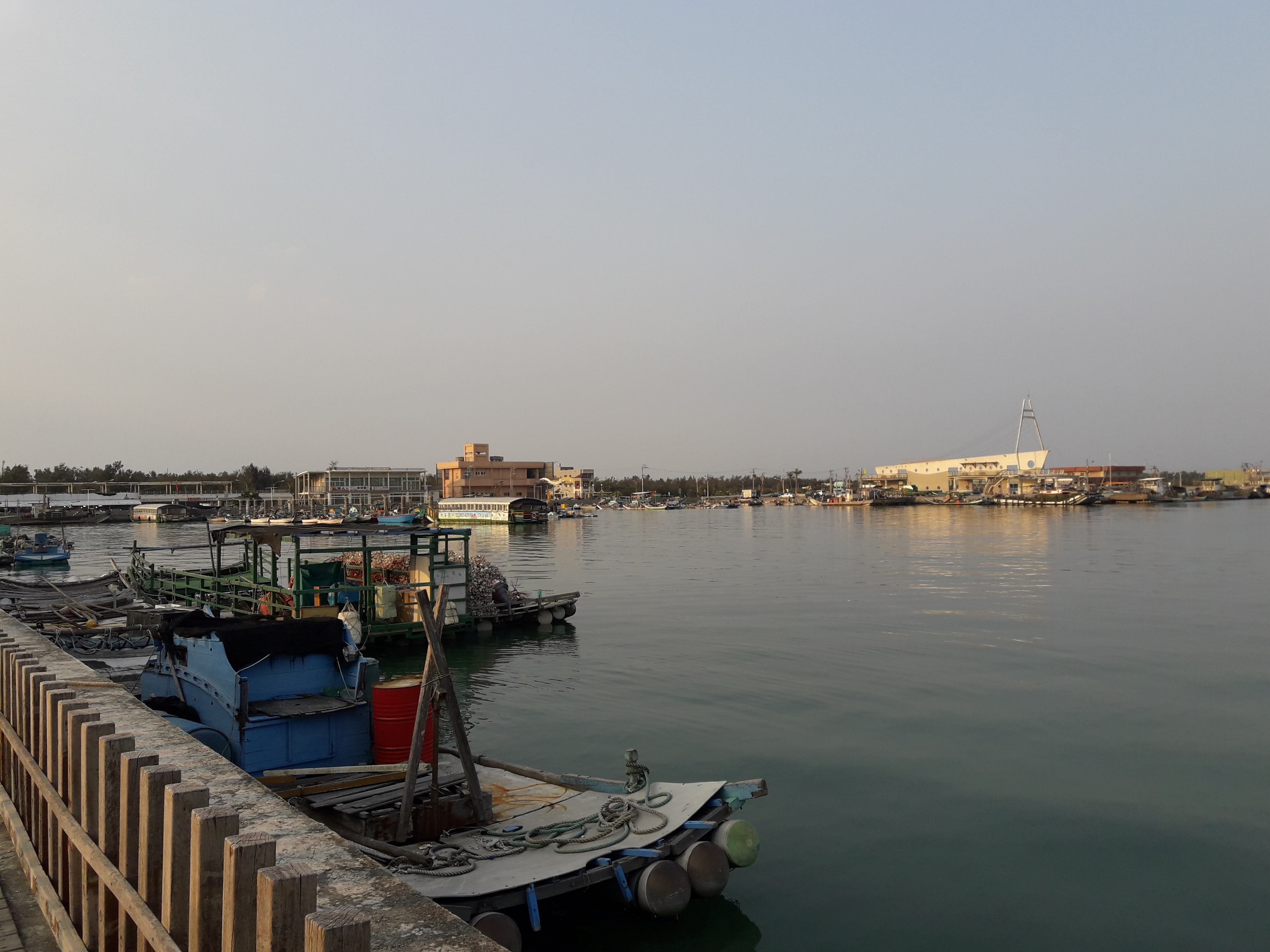
Fischereihafen
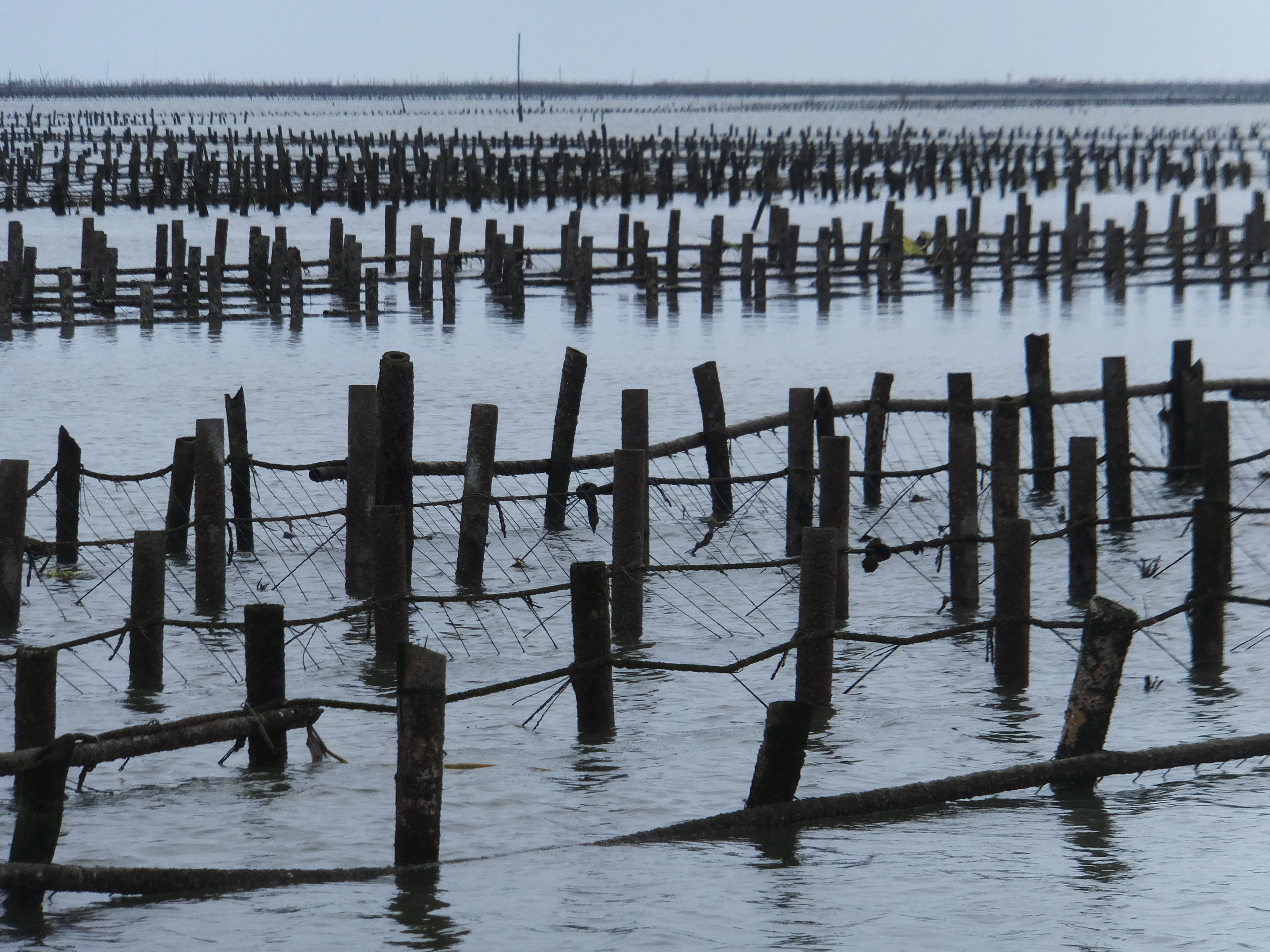
Austernfischerei in Dongshi
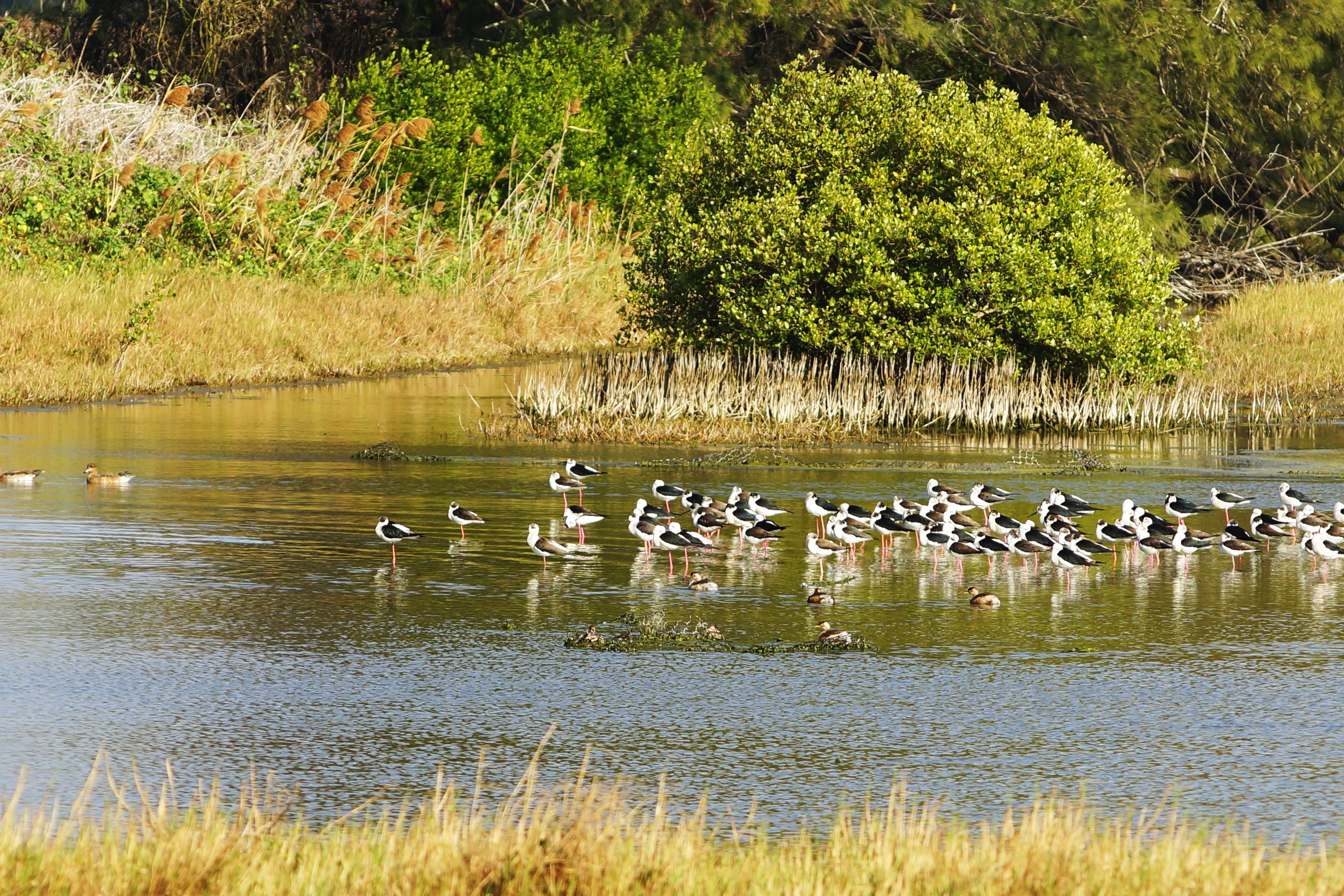
Feuchtgebiet Aogu
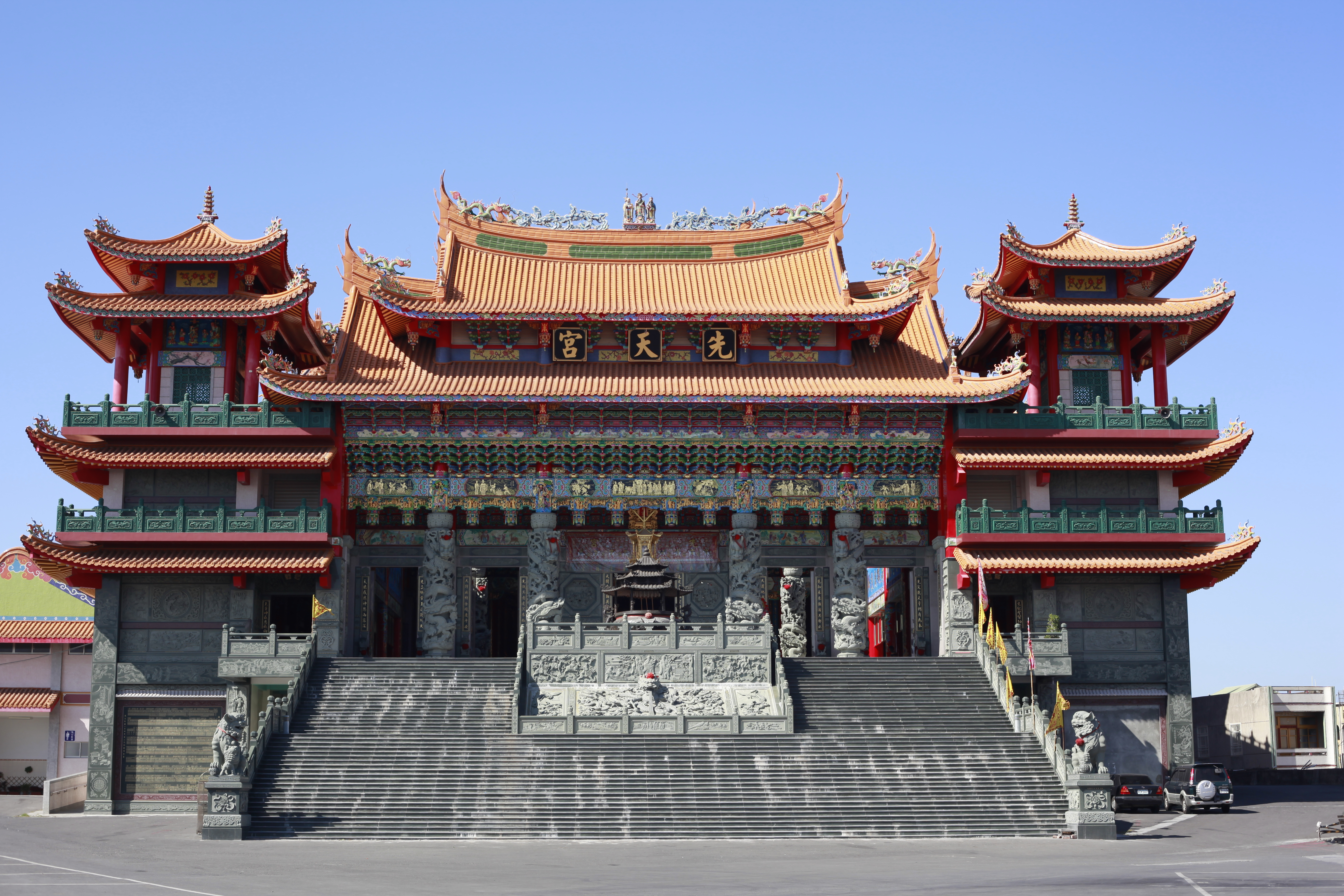
Xiantian-Tempel